# Campionat de Catalunya de beisbol
El Campionat de Catalunya de beisbol, també anomenada Lliga catalana de beisbol, és una competició esportiva de clubs de beisbol catalans, creat l'any 1929. De caràcter anual, està organitzada per la Federació Catalana de Beisbol i Softbol. És considerada com la primera competició oficial de beisbol a l'Estat espanyol. Després del parèntesi de la Guerra Civil Espanyola, va tornar a disputar-se el 1942.
El gener de 1931 es produí una escissió en el sí de la Federació, i la majoria de clubs abandonaren el Campionat de Catalunya i la Federació Catalana, enfrontats amb el president de la mateixa, Agustí Peris de Vargas. Aquests clubs crearen la Lliga Oficial de Beisbol, i organitzaren la seva pròpia competició al marge de la Federació. La Federació no organitzà cap competició fins l'esclat de la guerra civil, dedicant-se a la formació i considerant el Català BBC com a campió virtual de Catalunya, club del que era membre Peris de Vargas, puix fou dels pocs clubs que es mantingué dins de la Federació.
A finals de la dècada de 1950 començà a jugar-se la lliga espanyola de beisbol. La temporada 1960-61 començà a disputar-se la Lliga Catalana de beisbol (també anomenada a la premsa del moment com a Lliga Regional). Al campió d'aquesta competició li corresponia el dret de jugar la lliga espanyola i el campió del Campionat de Catalunya participava en el Campionat d'Espanya (o Copa d'Espanya). Aquesta lliga es disputà les temporades 1960-61 i 1961-62.
Al llarg de la seva història, diversos clubs han dominat la competició destacant el Reial Club Deportiu Espanyol de Barcelona amb nou títols durant la dècada del 1940 i 1950, el Club Beisbol Hèrcules les Corts, el Picadero Jockey Club, el Club de Beisbol i Softbol Sant Boi, Futbol Club Barcelona, i després de la seva desaparició el Club Beisbol i Softbol Barcelona, i el Club Beisbol Viladecans, dominador absolut del torneig, que aconseguí tretze entre 1982 i 1995.

## Historial
| En negreta = Equip guanyador (1) = Nombre de campionats |
| Campionat organitzat per la Lliga Oficial de Base-ball  |

| Edició                                                                    | Temporada | Campió                         | Resultat | Subcampió                     | refs          |
| ------------------------------------------------------------------------- | --------- | ------------------------------ | -------- | ----------------------------- | ------------- |
| I                                                                         | 1929      | Olímpic Amateur (1)            | lligueta | Catalonia BBC                 | [ 1 ] [ 3 ]   |
| II                                                                        | 1930-31   | Català BBC (1)                 | lligueta | Montserratí BBC               | [ 3 ]         |
| III                                                                       | 1931-32   | Almendares BBC (1)             | lligueta | FC Barcelona                  | [ 3 ]         |
| IV                                                                        | 1932      | RCD Espanyol (1)               | 2-0      | FC Barcelona                  | [ 6 ] [ 3 ]   |
| V                                                                         | 1933      | FC Barcelona (1)               | lligueta | Catalonia BBC                 | [ 3 ]         |
| VI                                                                        | 1934      | México BBC (1)                 | lligueta | FC Barcelona                  | [ 3 ]         |
| VII                                                                       | 1935      | México BBC (2)                 | lligueta | FAEET                         | [ 3 ]         |
| VIII                                                                      | 1936      | México BBC (3)                 | lligueta | Aztecas BBC                   | [ 3 ]         |
| IX                                                                        | 1937      | Jon Run (1)                    | 6-2      | Castells                      | [ 3 ] [ 7 ]   |
| No es disputà entre 1937 i 1941 per l'esclat de la Guerra Civil Espanyola |           |                                |          |                               |               |
| X                                                                         | 1942      | Club Vasconia (1)              | lligueta | UE Sants                      | [ 8 ]         |
| XI                                                                        | 1943      | RCD Espanyol (2)               | lligueta | FC Barcelona                  | [ 9 ]         |
| XII                                                                       | 1944      | RCD Espanyol (3)               | 13-4     | CB Hèrcules les Corts         | [ 10 ]        |
| XIII                                                                      | 1945      | CB Hèrcules les Corts (1)      | lligueta | RCD Espanyol                  | [ 11 ]        |
| XIV                                                                       | 1946      | RCD Espanyol (4)               | lligueta | CB Hèrcules les Corts         | [ 12 ]        |
| XV                                                                        | 1947      | FC Barcelona (2)               | lligueta | CB Hèrcules les Corts         | [ 13 ]        |
| XVI                                                                       | 1948      | RCD Espanyol (5)               | lligueta | FC Barcelona                  | [ 14 ]        |
| XVII                                                                      | 1949      | CB Hèrcules les Corts (2)      | 2-0      | RCD Espanyol                  | [ 15 ]        |
| XVIII                                                                     | 1950      | CB Hèrcules les Corts (3)      | lligueta | FC Barcelona                  | [ 16 ]        |
| XIX                                                                       | 1951      | RCD Espanyol (6)               | 2-0      | UA Sant Gervasi               | [ 17 ]        |
| XX                                                                        | 1952      | FC Barcelona (3)               | 18-9     | CB Hèrcules les Corts         | [ 18 ]        |
| XXI                                                                       | 1953      | RCD Espanyol (7)               | lligueta | CB Hèrcules les Corts         | [ 19 ]        |
| XXII                                                                      | 1954      | RCD Espanyol (8)               | lligueta | CB Hèrcules les Corts         | [ 20 ]        |
| XXIII                                                                     | 1955      | RCD Espanyol (9)               | lligueta | CB Hèrcules les Corts         | [ 21 ]        |
| XXIV                                                                      | 1955      | FC Barcelona (4)               | [ g ]    | RCD Espanyol                  | [ 22 ]        |
| XXV                                                                       | 1957      | CB Hèrcules les Corts (4)      | lligueta | Picadero JC                   | [ 23 ]        |
| XXVI                                                                      | 1958      | CB Hèrcules les Corts (5)      | 2-1      | Picadero JC                   | [ 24 ]        |
| XXVII                                                                     | 1959      | Picadero-DAMM JC (1)           | lligueta | FC Barcelona                  | [ 25 ]        |
| XXVIII                                                                    | 1960      | Picadero-DAMM JC (2)           | lligueta | CB Hèrcules les Corts         | [ 26 ]        |
| XXIX                                                                      | 1961      | Picadero-DAMM JC (3)           | lligueta | CB Hèrcules les Corts         | [ 27 ] [ 28 ] |
| XXX                                                                       | 1962      | Picadero-DAMM JC (4)           | lligueta | CB Siemens                    | [ 29 ]        |
| XXXI                                                                      | 1963      | CB Hèrcules les Corts (6)      | lligueta | Picadero-DAMM JC              | [ 30 ]        |
| XXXII                                                                     | 1964      | Picadero-DAMM JC (5)           | lligueta | CB Hèrcules les Corts         | [ 31 ]        |
| XXXIII                                                                    | 1965      | Picadero-DAMM JC (6)           | lligueta | CB Siemens                    | [ 32 ]        |
| XXXIV                                                                     | 1966      | Picadero-DAMM JC (7)           | lligueta | RCD Espanyol                  | [ 33 ]        |
| XXXV                                                                      | 1967      | Picadero-DAMM JC (8)           | 2-1      | RCD Espanyol                  | [ 34 ]        |
| XXXVI                                                                     | 1968      | Picadero-DAMM JC (9)           | lligueta | CB Viladecans                 | [ 35 ]        |
| XXXVII                                                                    | 1969      | Picadero-DAMM JC (10)          | 2-0      | Béisbol Roca Radiadores       | [ 36 ]        |
| XXXVIII                                                                   | 1970      | Picadero-DAMM JC (11)          | lligueta | FC Barcelona                  | [ 37 ]        |
| XXXIX                                                                     | 1971      | Picadero-DAMM JC (12)          | lligueta | Béisbol Roca Radiadores       | [ 38 ]        |
| XL                                                                        | 1972      | Picadero-Filomatic JC (13)     | lligueta | FC Barcelona                  | [ 39 ]        |
| XLI                                                                       | 1973      | Picadero-Moritz JC (14)        | lligueta | CB Gavà                       | [ 40 ]        |
| XLII                                                                      | 1974      | Picadero-PICEFF JC (15)        | 2-1      | CB Gavà                       | [ 41 ]        |
| XLIII                                                                     | 1975      | FC Barcelona (5)               | 2-1      | CB Gavà                       | [ 42 ]        |
| XLIV                                                                      | 1976      | CB Gavà (1)                    | lligueta | Catalunya BC                  | [ 43 ] [ 44 ] |
| XLV                                                                       | 1977      | CB Gavà (2)                    | lligueta | Catalunya BC                  | [ 45 ]        |
| XLVI                                                                      | 1978      | CB Hèrcules les Corts (7)      | lligueta | CB Gavà                       | [ 46 ]        |
| XLVII                                                                     | 1979      | CB Hèrcules les Corts (8)      | lligueta | CB Gavà                       | [ 7 ]         |
| XLVIII                                                                    | 1980      | Hippocampo Sant Boi (1)        | lligueta | CB Gavà                       | [ 47 ] [ 48 ] |
| XLIX                                                                      | 1981      | CB Gavà (3)                    |          |                               | [ 7 ]         |
| L                                                                         | 1982      | CB Viladecans (1)              |          |                               | [ 7 ]         |
| LI                                                                        | 1983      | CB Viladecans (2)              | lligueta | CB Gavà                       | [ 49 ]        |
| LII                                                                       | 1984      | CB Viladecans (3)              | lligueta | CBS Sant Boi                  | [ 50 ]        |
| LIII                                                                      | 1985      | CB Viladecans (4)              |          |                               | [ 7 ]         |
| LIV                                                                       | 1986      | CB Hèrcules les Corts (9)      |          |                               | [ 7 ]         |
| LV                                                                        | 1987      | CB Viladecans (5)              |          |                               | [ 7 ]         |
| LVI                                                                       | 1988      | CB Viladecans (6)              |          |                               | [ 7 ]         |
| LVII                                                                      | 1989      | CB Viladecans (7)              |          |                               | [ 7 ]         |
| LVIII                                                                     | 1990      | CB Viladecans (8)              |          |                               | [ 7 ]         |
| LIX                                                                       | 1991      | CB Viladecans (9)              |          |                               | [ 7 ]         |
| LX                                                                        | 1992      | CB Viladecans (10)             |          |                               | [ 7 ]         |
| LXI                                                                       | 1993      | CB Viladecans (11)             |          |                               | [ 7 ]         |
| LXII                                                                      | 1994      | CB Viladecans (12)             |          |                               | [ 7 ]         |
| LXIII                                                                     | 1995      | CB Viladecans (13)             |          |                               | [ 7 ]         |
| LXIV                                                                      | 1996      | FC Barcelona (6)               |          |                               | [ 7 ]         |
| LXV                                                                       | 1997      | CBS Hèrcules l'Hospitalet (10) |          |                               | [ 7 ]         |
| LXVI                                                                      | 1998      | FC Barcelona (7)               |          |                               | [ 7 ]         |
| LXVII                                                                     | 1999      | CB Viladecans (14)             |          |                               | [ 7 ]         |
| LXVIII                                                                    | 2000      | CBS Hèrcules l'Hospitalet (11) |          |                               | [ 7 ]         |
| LXIX                                                                      | 2001      | CBS Sant Boi (2)               |          |                               | [ 7 ]         |
| LXX                                                                       | 2002      | CBS Sant Boi (3)               |          |                               | [ 51 ]        |
| LXXI                                                                      | 2003      | CBS Sant Boi (4)               |          |                               | [ 51 ]        |
| LXXII                                                                     | 2004      | CBS Sant Boi (5)               |          |                               | [ 51 ]        |
| LXXIII                                                                    | 2005      | CBS Sant Boi (6)               |          |                               | [ 51 ]        |
| LXXIV                                                                     | 2006      | FC Barcelona (8)               |          |                               | [ 51 ]        |
| LXXV                                                                      | 2007      | FC Barcelona (9)               |          |                               | [ 51 ]        |
| LXXVI                                                                     | 2008      | FC Barcelona (10)              |          |                               | [ 51 ]        |
| LXXVII                                                                    | 2009      | FC Barcelona (11)              | lligueta | CBS Sant Boi                  | [ 51 ] [ 52 ] |
| LXXVIII                                                                   | 2010      | CB Viladecans (15)             | lligueta | CBS Sant Boi                  | [ 51 ] [ 53 ] |
| LXXIX                                                                     | 2011      | FC Barcelona (12)              | lligueta | CBS Sant Boi                  | [ 54 ] [ 55 ] |
| LXXX                                                                      | 2012      | CBS Barcelona (1)              |          |                               | [ 51 ]        |
| LXXXI                                                                     | 2013      | CBS Sant Boi (7)               |          |                               | [ 51 ]        |
| LXXXII                                                                    | 2014      | CBS Sant Boi (8)               |          |                               | [ 51 ]        |
| LXXXIII                                                                   | 2015      | CBS Sant Boi (9)               | lligueta | CB Viladecans o CBS Barcelona | [ 51 ] [ 56 ] |
| LXXXIV                                                                    | 2016      | CBS Barcelona (2)              | lligueta | CBS Sant Boi                  | [ 57 ]        |
| LXXXV                                                                     | 2017      | CBS Barcelona (3)              | lligueta | CBS Sant Boi                  | [ 58 ]        |
| LXXXVI                                                                    | 2018      | CBS Barcelona (4)              | lligueta | CB Viladecans                 | [ 59 ]        |
| LXXXVII                                                                   | 2019      | CB Viladecans (16)             | lligueta | CBS Barcelona                 | [ 60 ]        |
| LXXXVIII                                                                  | 2020      | CBS Barcelona (5)              | lligueta | CB Viladecans                 | [ 61 ]        |
| LXXXIX                                                                    | 2021      | CBS Barcelona (6)              | lligueta | CB Viladecans                 | [ 62 ]        |
| XC                                                                        | 2022      | CB Viladecans (17)             | lligueta | CBS Barcelona                 | [ 63 ]        |

## Palmarès
Actualitzat fins a l'any 2022, inclòs.
| Equip           | Campió | Anys campió                                                                                          |
| --------------- | ------ | --- |
| CB Viladecans   | 17     | 1982, 1983, 1984, 1985, 1987, 1988, 1989, 1990, 1991, 1992, 1993, 1994, 1995, 1999, 2010, 2019, 2022 |
| Picadero JC     | 15     | 1959, 1960, 1961, 1962, 1964, 1965, 1966, 1967, 1968, 1969, 1970, 1971, 1972, 1973, 1974             |
| FC Barcelona    | 12     | 1933, 1947, 1952, 1955, 1975, 1996, 1998, 2006, 2007, 2008, 2009, 2011                               |
| CBS Hèrcules    | 11     | 1945, 1949, 1950, 1957, 1958, 1963, 1978, 1979, 1986, 1997, 2000                                     |
| CBS Sant Boi    | 9      | 1980, 2001, 2002, 2003, 2004, 2005, 2013, 2014, 2015                                                 |
| RCD Espanyol    | 9      | 1932, 1943, 1944, 1946, 1948, 1951, 1953, 1954, 1955                                                 |
| CBS Barcelona   | 6      | 2012, 2016, 2017, 2018, 2020, 2021                                                                   |
| CBS Gavà        | 3      | 1976, 1977, 1981                                                                                     |
| México BBC      | 3      | 1934, 1935, 1936                                                                                     |
| Català BBC      | 1      | 1930-31                                                                                              |
| Club Vasconia   | 1      | 1942                                                                                                 |
| Olímpic Amateur | 1      | 1929                                                                                                 |
| Almendares BBC  | 1      | 1931-32                                                                                              |
| Jon Run         | 1      | 1937                                                                                                 |